# Івіца Жунич
Івиця Жунич (хорв. Ivica Žunić; 11 вересня 1988, Яйце) — хорватський футболіст, центральний захисник «Атирау».

## Біографія
Народився 11 вересня 1988 року в місті Яйце (нині — Боснія і Герцеговина). Починав кар'єру в двох боснійських клубах, а з 20-річного віку грав в австрійському футболі переважно за дублюючі команди «Аустрії» та «Маттерсбурга». 

У сезоні 2011–2012 грав за команду «Штегерсбах» з третього австрійського дивізіону, за яку провів 23 матчі та відзначився 1 голом. 
У серпні 2012 року перейшов в польський клуб «Тихи». Протягом 2 років Івиця зіграв за польський клуб 49 матчів, забив 4 голи і віддав 4 гольові передачі. Взимку 2013 року Жуничем активно цікавився тодішній головний тренер сімферопольської «Таврії» Олег Лужний, але через заборону команди проводити трансфери, перехід Івиці в український чемпіонат не відбувся.
У липні 2014 прибув на перегляд в луцьку «Волинь» і незабаром підписав дворічний контракт з командою Віталія Кварцяного. Паралельно з цим Жунич мав пропозиції від польських клубів Екстракласи, але вирішив продовжити кар'єру в більш сильній українській Прем'єр-лізі. Дебютував у матчі 1 туру проти маріупольського «Іллічівця», який завершився перемогою лучан 2:1. В подальшому став основним центральним захисником команди.
У серпні 2017 став гравцем одеського «Чорноморця». За сезон зіграв у 23 матчах Прем'єр-ліги, після чого 1 червня 2018 року покинув «моряків». і незабаром став гравцем казахського «Атирау».